# Mehdi Meriah
Mehdi Meriah (arab. ياسين الشيخاوي, ur. 5 czerwca 1979 w Arjanie) – piłkarz tunezyjski grający na pozycji środkowego obrońcy.

## Kariera klubowa
Meriah jest wychowankiem klubu Club Africain. W jego barwach zadebiutował w 1999 roku w lidze tunezyjskiej. Następnie od 2000 roku grał w takich klubach jak: AS Ariana, AS Djerba, EGS Gafsa i US Monastir. Na początku 2006 roku odszedł z klubu i został piłkarzem Étoile Sportive du Sahel. W tym samym roku zdobył Puchar Konfederacji CAF. Największe sukcesy osiągnął w 2007 roku, gdy z Étoile Sportive wygrał Ligę Mistrzów i wywalczył swoje pierwsze mistrzostwo kraju w karierze. Wystąpił też w Klubowym Pucharze Świata. W 2009 roku wrócił do Club Africain. W 2012 zakończył w nim swoją karierę.

## Kariera reprezentacyjna
W reprezentacji Tunezji Meriah zadebiutował 2 czerwca 2006 roku w zremisowanym 0:0 meczu z Urugwajem. W tym samym roku znalazł się w kadrze na Mistrzostwa Świata w Niemczech, jednak przed samym turniejem wypadł z niej na skutek kontuzji i został zastąpiony przez Haykela Guemamdię. W 2008 roku został powołany przez Rogera Lemerre do kadry na Puchar Narodów Afryki 2008. Od 2006 do 2010 wystąpił w kadrze narodowej 7 razy.